# 東坂下
東坂下（ひがしさかした）は、東京都板橋区の町名。現行行政地名は東坂下一丁目から二丁目。全域で住居表示が実施されている。

## 地理
板橋区の北東部に位置する。北端で新河岸川に接する。南東から南で小豆沢、西で坂下、北で新河岸川を隔てて舟渡、東で北区浮間と隣接する。東辺で板橋区 - 北区境を形成する。南側が一丁目、北側が二丁目である。西端に国道17号（中山道）が通じ、江戸時代から明治時代にかけては、現在の坂下とともに清水坂から戸田の渡しに至る街道筋の小集落が点在する地域であった。1923年の関東大震災後より化学・薬品系の工場が相次いで創設され、太平洋戦争中はほとんどが軍需工場となった。高度経済成長期以降は当地域から撤退する工場もあり、公共施設のほか住宅地が増えている。

### 地形
荒川低地の沖積層から成り、全域がほぼ平坦である。

### 河川
- 新河岸川

## 歴史
廃藩置県実施前は武蔵国豊島郡蓮沼村（後に分村により本蓮沼村）。一帯は中山道の清水坂から戸田の渡しに至る街道筋に小集落が点在していたほかは、志村の原・下の原と呼ばれる葦や萱の生い茂る低湿地の原野であった。志村の原は蓮沼村と根葉村の入会地であり、将軍の御鷹場とされた。

### 沿革
1966年の住居表示実施までの地名変遷は坂下を参照。
- 1602年（慶長7年）：徳川家康の命により、中山道が整備される。
- 1921年（大正10年）：荒川流域改修工事の一環として、従来、現在の埼玉県和光市新倉で荒川に合流していた新河岸川を、現在の東京都北区志茂の岩淵水門での合流につけかえるため、現在の坂下・東坂下地域を通過する流路開削工事が始まる。
- 1923年（大正12年）：王子（王志とも）乗合自動車商会（後に中山道乗合自動車を経て、戦後は国際興業バスに統合）が、王子駅 - 志村戸田橋間の路線バス事業を開始。現在の町域に、二軒家、三軒家、蓮根（現在の蓮根町域ではなく、後の都電志村線志村橋電停付近と考えられる）の各停留所が設置される。
- 1925年（大正14年）：1923年9月1日に発生した関東大震災後の帝都復興計画に伴い、東京都市計画区域内における市街地建築物法による住居・商業・工業地域の指定変更が行われる。北豊島郡志村全域が工業地域内甲種特別地区に指定され、化学薬品工場・危険物取扱工場の設立が可能になる。[8][9]
- 1933年（昭和8年）：中山道拡幅・新道（国道17号線）建設工事が行われる。新河岸川開削工事が完成する。
- 1954年（昭和29年）：板橋化学工業株式会社（現・板橋化学）が長後二丁目に創設。塩化チオニルなどの生産を始める。
- 1955年（昭和30年）6月10日：都電志村線志村坂上 - 志村橋間開通。志村坂下、長後町一丁目、長後町二丁目、志村橋の各電停が設置され、新設の41系統が巣鴨車庫前まで運転される。[10]
- 1959年（昭和34年）：東京都交通局大塚自動車営業所志村分車庫が長後二丁目に開設される。
- 1964年（昭和39年）10月7日：第18回オリンピック東京大会の聖火が戸田橋から東京都入りし、長後一丁目・二丁目の中山道を走る。長後二丁目には走者中継点が設置された。
- 1965年（昭和40年）：板橋化学工業が埼玉県浦和市（当時）に移転。
- 1966年（昭和41年）5月1日：住居表示実施により、長後一丁目・長後二丁目の中山道以東地域、および（旧）志村町三丁目・（旧）小豆沢四丁目の一部が東坂下一丁目・二丁目に再編される。[11]
- 1966年（昭和41年）5月21日：東京都交通局志村分車庫が志村自動車営業所に昇格。5月29日より1968年12月31日まで運転された都営志村車庫―巣鴨駅間の都電代替バスを担当する。
- 1968年（昭和43年）12月27日：都営地下鉄6号線開通。東坂下町域は通らず、志村坂上以西は清水坂付近で高架線に転じて、志村三丁目 - 蓮根 - 西台を経由するルートが採用された。
- 1978年（昭和53年）7月20日：第一化成工業東京工場の倉庫で薬品が燃える火災が発生。化学消火剤で鎮火したものの住民、消防士12人が病院に運ばれて治療を受ける[12]。
- 1982年（昭和57年）：東京都交通局志村自動車営業所廃止。

## 世帯数と人口
2025年（令和7年）3月1日現在（板橋区発表）の世帯数と人口は以下の通りである。
| 丁目         | 世帯数    | 人口    |
| ------------ | --------- | ------- |
| 東坂下一丁目 | 1,128世帯 | 2,311人 |
| 東坂下二丁目 | 1,135世帯 | 1,953人 |
| 計           | 2,263世帯 | 4,264人 |

### 人口の変遷
国勢調査による人口の推移。
| 年                 | 人口  |
| ------------------ | ----- |
| 1995年（平成7年）  | 3,110 |
| 2000年（平成12年） | 2,937 |
| 2005年（平成17年） | 3,046 |
| 2010年（平成22年） | 3,359 |
| 2015年（平成27年） | 3,628 |
| 2020年（令和2年）  | 4,286 |

### 世帯数の変遷
国勢調査による世帯数の推移。
| 年                 | 世帯数 |
| ------------------ | ------ |
| 1995年（平成7年）  | 1,205  |
| 2000年（平成12年） | 1,214  |
| 2005年（平成17年） | 1,284  |
| 2010年（平成22年） | 1,531  |
| 2015年（平成27年） | 1,659  |
| 2020年（令和2年）  | 2,030  |

## 学区
区立小・中学校に通う場合、学区は以下の通りとなる（2021年8月時点）。
| 丁目         | 番地             | 小学校                 | 中学校                 |
| ------------ | ---------------- | ---------------------- | ---------------------- |
| 東坂下一丁目 | 1～6番 15～17番  | 板橋区立志村第四小学校 | 板橋区立志村第二中学校 |
| 東坂下一丁目 | 7～14番 18～20番 | 板橋区立志村第四小学校 | 板橋区立志村第五中学校 |
| 東坂下二丁目 | 全域             | 板橋区立志村第六小学校 | 板橋区立志村第五中学校 |

## 事業所
2021年（令和3年）現在の経済センサス調査による事業所数と従業員数は以下の通りである。
| 丁目         | 事業所数  | 従業員数 |
| ------------ | --------- | -------- |
| 東坂下一丁目 | 86事業所  | 1,700人  |
| 東坂下二丁目 | 79事業所  | 1,793人  |
| 計           | 165事業所 | 3,493人  |

### 事業者数の変遷
経済センサスによる事業所数の推移。
| 年                 | 事業者数 |
| ------------------ | -------- |
| 2016年（平成28年） | 145      |
| 2021年（令和3年）  | 165      |

### 従業員数の変遷
経済センサスによる従業員数の推移。
| 年                 | 従業員数 |
| ------------------ | -------- |
| 2016年（平成28年） | 3,422    |
| 2021年（令和3年）  | 3,493    |

## 交通

### 鉄道
町域に駅は存在しないが、以下の路線・駅が利用可能である。
- 東京都交通局
  - 都営地下鉄三田線：志村坂上駅（志村一丁目および小豆沢二丁目）
- 東日本旅客鉄道（JR東日本）
  - 埼京線：浮間舟渡駅（舟渡一丁目および北区浮間四丁目）

### バス
- 国際興業バス　※出入庫に伴う区間運転系統は特記しているものを除き省略。
  - 東坂下二丁目・三軒家・二軒家・志村橋：池21　池袋駅西口行き・舟渡町経由高島平駅行き。
    - 志村橋はかつて都電志村線の終着で、都電史上最北の停留所であった。また、都営バス志村車庫は三軒家停留所近くにあった。

  - 志村坂下：池21　池袋駅西口行き・舟渡町経由高島平駅行き、赤01　赤羽駅西口行き・平和台駅経由練馬駅行き、赤02　赤羽駅西口行き・成増駅北口行き
  - 小豆沢通り：赤01　赤羽駅西口行き・平和台駅経由練馬駅行き、赤02　赤羽駅西口行き・成増駅北口行き

### 道路
- 国道17号（中山道）

### 橋梁
- 志村橋
- 平成橋
- 長後さくら橋

## 施設

### 一丁目
- 東京日産自動車
- 本成院
- 城北信用金庫
- 新寿堂板橋工場

### 二丁目
- 日本ピグメント
- 志村清掃事業所
- 東京信用金庫
- ナカバヤシ東京本社（登記上の本店は大阪市中央区）
- 関東マツダ
- 浮間水再生センター板橋坂下ポンプ室・下水道局西部第二管理事務所板橋出張所
- 板橋東清掃事務所
- 志村警察署

## その他

### 日本郵便
- 郵便番号 : 174-0042[3]（集配局 : 板橋北郵便局[22]）。